# Александър Пармаков
Александър (Сандре) А. Пармаков – Мерло е български търговец и революционер, деец на Вътрешната македоно-одринска революционна организация.

## Биография
Александър Пармаков е роден в град Охрид, тогава в Османската империя, днес в Северна Македония. Занимава се с търговия и със събиране на редки ценни книги. Присъединява се към ВМОРО и е член на охридския окръжен революционен комитет към 1903 година Заедно с учителите Таки Попстефанов, Анастас Каневчев и Коста Пещарев организира печатница за хектографски марки за целите на Организацията.